# قتل ناموسی در ایران
قتل ناموسی در ایران پدیده‌ای رایج است. قتل‌های ناموسی در ایران را می‌توان به دو دستهٔ درون‌خانوادگی و برون‌خانوادگی تقسیم کرد.
قتل‌های درون‌خانوادگی شامل به قتل رساندن فرد یا افرادی از اعضای خانواده توسط سایر اعضای همان خانواده، به تنهایی یا با مشارکت افراد بیگانه است. قتل‌های برون‌خانوادگی قتل‌هایی هستند که با انگیزهٔ انتقام جویی از متجاوزان به نوامیس و توسط فرد مورد تجاوز قرار گرفته یا خانوادهٔ او انجام می‌شوند.
قربانیان قتل‌های ناموسی درون‌خانوادگی معمولاً دختران ازدواج‌نکرده‌ای هستند که توسط پدر یا برادرشان کشته می‌شوند یا زنان متأهلی که توسط شوهر، برادر، پدر یا دیگر بستگان خود به قتل می‌رسند. این نوع قتل که به «قتل به خاطر شرف» هم معروف است، به دلایلی همچون سرپیچی کردن از ازدواج‌های اجباری، اصرار برای این‌که زنی بخواهد همسر آینده‌اش را خودش انتخاب کند، برقراری روابط عاشقانهٔ غیر متعارف، خیانت به همسر، زنا و فرار از خانه که رفتارهای ضد ناموسی، بی‌عفتی، بدنامی و فضاحت تلقی می‌شوند، اتفاق می‌افتد. افرادی که مرتکب قتل ناموسی می‌شوند می‌خواهند با ریختن خون، آنچه را که «یک ننگ» می‌پندارند، پاک کنند.
ضعف قوانین جمهوری اسلامی از جمله دلایلی رواج قتل ناموسی دانسته شده و برخی معتقدند حکومت ایران در گسترش و بازتولید قتل‌های ناموسی نقش جانبی دارد؛ از دید حقوقدانان مادهٔ ۶۳۰ قانون مجازات اسلامی مجوزی است برای قتل‌های ناموسی. طبق این ماده «هرگاه مرد همسر خود را در حال زنا با مرد اجنبی مشاهده کند و علم به تمکین زن داشته باشد می‌تواند در همان حال آنان را به قتل برساند و در صورتی که زن مکره (مجبور) باشد فقط می‌تواند مرد را به قتل برساند».
بر اساس برخی آمار منتشرشده استان‌های خوزستان، کردستان، کرمان، کرمانشاه، ایلام، لرستان، سیستان و بلوچستان، فارس، آذربایجان شرقی و اردبیل بیشترین آمار قتل‌های ناموسی را در ایران دارند.

## ریشه‌ها و زمینه‌ها
طبق یکی از معدود پژوهش‌های انجام شده در استان خوزستان، عوامل مؤثر بر ۱۴۰ قتل ناموسی رخ‌داده در بازهٔ زمانی ۱۳۹۰ تا ۱۳۹۴ بررسی شده‌اند. یافته‌های این پژوهش نشان می‌دهد در میان قاتلان، وابستگی به قبیله، پایگاه اجتماعی، خرده‌فرهنگ خشونت، نگرش به زن و حمایت شیوخ از این قتل‌ها، عمده دلایل قتل‌های ناموسی هستند. پژوهشی دیگر که با عنوان «بررسی جامعه‌شناختی نگرش به قتل‌های ناموسی و عوامل اجتماعی مؤثر بر آن در شهر مریوان» انجام شده نشان می‌دهد نگاه مثبت بخشی از جامعه به قتل ناموسی، یکی از عوامل این پدیده است. طبق این پژوهش یک‌پنجم از پاسخ‌گویان، نگرشی مثبت به قتل‌های ناموسی داشته‌اند (۲۷٫۶ درصد مردان و ۵٫۳ درصد زنان)، در حالی‌که نگرش ۲/۳۸ درصد (۲۸٫۱ درصد مردان و ۵۵٫۶ درصد زنان) منفی بوده است.
شهلا اعزازی (جامعه‌شناس) معتقد است خشونت علیه زنان ایرانی ریشه در فرهنگ و ساختار جامعه دارد. به عقیدهٔ او «تا ساختار جامعه به نوعی نباشد که به مردان اقتدار بیشتر دسترسی به منابع قدرت را بدهد و زنان را از دستیابی به این منابع منع کند، امکان ندارد که خشونت در خانواده صورت بگیرد؛ بنابراین خشونت خانوادگی بازتابی است از خشونتی که در جامعه وجود دارد و نمایشگر موقعیت زنان و جایگاه اجتماعی‌شان در آن جامعه است.»
به عقیدهٔ فرج سرکوهی در اغلب خانواده‌های ایرانی، «حفظ ناموس» همچنان یک ارزش مثبت به‌شمار می‌آید و با وجود تحولات اجتماعی، فرهنگی و سیاسی رخ‌داده به سود زنان، اکثریت زنان ایرانی با تحمل انواع محرومیت‌های آشکار و نهان، همچنان وظیفهٔ «حفظ ناموس خانواده» را بر دوش دارند.

### ضعف قوانین
از دید بسیاری از حقوقدانان مادهٔ ۶۳۰ قانون مجازات اسلامی مجوزی است برای قتل‌های ناموسی. طبق این ماده «هرگاه مرد همسر خود را در حال زنا با مرد اجنبی مشاهده کند و علم به تمکین زن داشته باشد می‌تواند در همان حال آنان را به قتل برساند و در صورتی که زن مکره (مجبور) باشد فقط می‌تواند مرد را به قتل برساند». اگرچه طبق این قانون، فقط شوهر در صورت محرز شدن زناکار بودن زوجه اجازهٔ کشتن او را دارد، اما در بسیاری از قتل‌هایی که توسط برادر، پدر، عمو و پسرعمو انجام می‌شود هم با تکیه بر همین قانون، مرتکبان به قتل قصاص نمی‌شوند. همچنین مادهٔ ۲۲۰ قانون مجازات اسلامی، در مواردی که قاتل، پدر یا جد پدری دختر باشند، آن‌ها را از قصاص معاف کرده است.
برخی معتقدند که حکومت ایران در گسترش و بازتولید قتل‌های ناموسی نقش جانبی دارد. برای مثال در قتل رومینا اشرفی و بسیاری از پرونده‌های مشابه، قاتل عضو مؤنث خانواده خود را می‌کشد و نه مرد غریبه‌ای را فکر می‌کند با او ارتباط داشته. انتخابی که به نظر می‌رسد حداقل در طیفی از این پرونده‌ها، و طبیعتاً نه همهٔ آن‌ها، بی‌ارتباط با مجازات‌های «قانونی» پیش‌بینی شده برای قتل‌های ناموسی نیست. در واقع یک محرک اصلی قتل‌های ناموسی در ایران، حس مالکیت مردان بر زنان خانواده، فارغ از ملاحظات مرتبط با مجازات قانونی است؛ ولی در مجموعه‌ای از پرونده‌های قتل ناموسی سال‌های اخیر در ایران، نوعی الگوی رفتاری مشابه قابل تشخیص است. در این الگو چنین نیست که اعضای مذکر خانواده یک زن، لزوماً «از فرط غیرت به سیم آخر بزنند»، بلکه در واکنش خود نسبت به «واقعه ناموسی»، اقدام به نوعی ریسک حساب شده می‌کنند. برای نمونه در ماجرای قتل رومینا اشرفی، پدرش دخترش را با بی‌رحمی می‌کشد، در حالی که در مورد دوست‌پسر رومینا، فقط به شکایت رسمی و توسل به قانون بسنده می‌کند.
در همین راستا با توجه به این‌که اگر قاتل، پدر باشد، حداکثر به تعداد سال‌هایی بسیار کمتر از مجازات قتل در کشورهای غربی به زندان می‌رود و اگر برادر باشد، در صورت رضایت پدر، به مجازاتی مشابه محکوم می‌شود. اگر قاتل، همسر باشد نیز، باز تأکید قانون مجازات اسلامی بر اینکه «هرگاه مردی همسر خود را در حال زنا با مرد اجنبی مشاهده کند و علم به تمکین زن داشته باشد می‌تواند در همان حال آنان را به قتل برساند»، مفرّ جدیدی را برای قاتل فراهم می‌کند.
در موارد اخیر، برخلاف برخی تصورات رایج در مورد نقش بازدارندهٔ قصاص، این مجازات در عمل باعث افزایش نسبی حاشیه امن قاتلان می‌شود. چون نفس اینکه مجازات قتل در قوانین ایران، قصاص یا بخشش است، باعث می‌شود تا خانواده قاتل، مردم و چهره‌های بانفوذ، اولیای دم را برای رضایت دادن تحت فشار بگذارند که نتیجهٔ آن، در اغلب موارد بخشش قاتل یا حداکثر مدتی کوتاه زندان به خاطر جنبه عمومی جرم خواهد بود. در حالی که انجام جرم مشابه در کشورهایی که مجازات اعدام ندارند، معمولاً به حبس ابد می‌انجامد یا قاتل را تا دوران پیری پشت میله‌های زندان نگه می‌دارد.
حسین باستانی، روزنامه‌نگار، می‌گوید:
«وجود چنین گریزگاه‌هایی در قوانین ایران و مهم‌تر از آن، مقاومت شدید حکومت در مقابل تغییر این قوانین، منطقاً یک معنی بیشتر نخواهد داشت: این‌که نظام با پافشاری «عامدانه» بر سیستم حقوقی موجود، مسئولیت مستقیم تبعات آن را نیز بر عهده دارد. تا وقتی این قوانین پابرجا باشند، افرادی در آستانه جنایت ناموسی هستند می‌دانند اگر «قیصروار» به سراغ مردانی که مدعیند «ناموس» شان را لکه‌دار کرده‌اند بروند، درگیر تبعات به شدت سنگینی می‌شوند. اما اگر زنان خانواده خود را بکشند، هزینه‌ای نسبتاً ناچیز را خواهند پرداخت.»

## آمار
شمار دقیق «قتل‌های ناموسی» از سوی مقام‌ها و نهادهای رسمی اعلام نمی‌شود اما در برخی رسانه‌ها آمار نسبی گزارش می‌شود.
به گفتهٔ یکی از مقامات استان خوزستان در سال ۱۳۸۲ و فقط طی دو ماه، ۴۵ زن جوان زیر ۲۰ سال در قتل‌های ناموسی کشته شده‌اند. دلیل قتل این زن‌ها مواردی همچون امتناع از ازدواج برنامه‌ریزی شده توسط خانواده، عدم رعایت پوشش مناسب و تماس با مردهای غریبه بوده است.
بر اساس گزارش پلیس ایران تنها در سال ۱۳۸۸ در شهر اهواز ۱۵ زن قربانی قتل ناموسی شدند که معادل ۲۴٫۵٪ از کل قتل‌های سال ۱۳۸۸ شهر اهواز است. این آمار نسبت به سال ۱۳۸۴ که میزان قتل‌های ناموسی در اهواز ۳۵ درصد بوده، کاهش داشته است. به‌گفتهٔ بازپرس شعبهٔ ویژهٔ قتل اهواز، برخی آداب و رسوم مانند لزوم ازدواج دخترعمو با پسرعمو یکی از دلایل این قتل‌ها است که برخی مواقع اگر غیر از این اتفاق بیفتد منجر به قتل می‌شود. برخی قتل‌های ناموسی هم فقط بر مبنای سوءظن انجام می‌شوند.
در سال ۱۳۹۰ در ایران ۳۴۰ زن قربانی قتل ناموسی شدند که بیشتر این قتل‌ها در استان‌های کردستان و خوزستان اتفاق افتادند. به گفتهٔ مراجع انتظامی ایران، در این سال ۱۵ درصد قتل‌های صورت گرفته انگیزهٔ ناموسی داشته‌اند.
بنابر آمار سال ۱۳۹۲، ۱۸٫۸ درصد از قتل‌های رخ داده در ایران با انگیزه‌های ناموسی/منکراتی انجام شده‌اند و استان‌های خوزستان، فارس و آذربایجان شرقی بالاترین آمار این قتل‌ها را داشته‌اند.
در اردیبهشت ۱۳۹۳ معاون مبارزه با جرائم جنایی پلیس آگاهی تهران اعلام کرد که ۲۰ درصدِ قتل‌های ایران، قتل‌های ناموسی است. او همچنین گفت که نزدیک به ۲۵ درصد از مقتولان در ایران را زنان تشکیل می‌دهند که ۶۱ درصد آن‌ها توسط بستگان خود به قتل رسیده‌اند.
در آذر ۱۳۹۸ خبرگزاری ایسنا در طی گزارشی به استناد تحقیقات دانشگاهی نوشت که «بین ۳۷۵ تا ۴۵۰ مورد قتل ناموسی سالانه» در ایران رخ می‌دهد و «قتل‌های ناموسی» حدود ۲۰ درصد از کل قتل‌ها و ۵۰ درصد از قتل‌های خانوادگی در ایران را تشکیل می‌دهد. این نوع قتل در استان‌هایی با بافت فرهنگی قبیله و عشیره‌ای بالاتر از دیگر نقاط کشور است؛ خوزستان، کردستان، ایلام و سیستان و بلوچستان در رده‌های بالای رتبه‌بندی قتل‌های ناموسی قرار دارند.

## قربانیان سرشناس

### سعیده
سعیده دختر ۱۴ ساله اهل زاهدان در ۲۸ بهمن ۱۳۸۶ توسط پدرش «محمد شریف» به دلایل ناموسی در ارتفاعات هلور سنگسار شد. محمد شریف پدر سعیده در اعترافات خود چنین می‌گوید: «من از چندی پیش متوجه شدم دختر ۱۴ ساله‌ام رفتارهای مشکوکی دارد. ابتدا سعی کردم با آرامش با موضوع برخورد کنم و با تحقیقاتی که انجام می‌دهم بفهمم سعیده چرا چنین کارهایی انجام می‌دهد. او بی‌دلیل از خانه بیرون می‌رفت و وقتی دیرهنگام بازمی‌گشت توضیح قانع‌کننده‌ای نمی‌داد. بالاخره تاب نیاوردم و با او دعوا کردم ولی این کار نیز فایده نداشت چون فرزندم مرا متهم به بدبینی می‌کرد و می‌گفت هیچ کار خلافی انجام نداده است. پس از گذشت مدتی به‌تدریج به این یقین رسیدم که سعیده با مردی رابطه دارد. آبرویم را ازدست‌رفته می‌دیدم و تحمل چنین شرایطی و برگزیدن سکوت برایم مرگ‌آور بود؛ بنابراین تصمیم گرفتم سعیده را بکشم و خودم را از این ننگ نجات دهم. در این میان باید شیوه‌ای را برای کشتن دخترم انتخاب می‌کردم که او به سزای واقعی کاری که انجام داده بود برسد. بالاخره مصمم شدم وی را سنگسار کنم اما ازآنجاکه به‌تنهایی از عهده این کار برنمی‌آمدم از یکی از دوستانم به نام غفور خواستم به من کمک کند و وقتی از مشکلم مطلع شد پذیرفت مرا در کشتن سعیده که لکه ننگی در خانواده بود یاری دهد. غفور چند نفر دیگر را نیز باخبر کرد و محل و زمان اجرای نقشه تعیین شد. روز حادثه دخترم را به‌زور از خانه خارج کردم و به سمت ارتفاعات هلور کشاندم. او در تمام طول مسیر وحشت‌زده بود و بااینکه می‌دانست عاقبت خوشی در انتظارش نخواهد بود اما مطمئن نبود که چه مجازاتی را برای وی در نظر گرفته‌ام. پس از آنکه به محل موردنظر رسیدیم دخترم را روی زمین انداختم و سنگسار او را شروع کردیم. سعیده مرتب جیغ می‌کشید و با خواهش و التماس تلاش می‌کرد جانش را نجات دهد اما من برای دست یافتن دوباره به آبرویم و داشتن زندگی شرافتمندانه چاره‌ای جز کشتن او نداشتم.»

### شیدا
شیدا زن ۱۶ ساله مریوانی بود که یک کودک ۲ ساله داشت همسر شیدا معتاد بود و در سال ۱۳۸۸ به دست برادرش و با چاقو به قتل رسید. برادر شیدا او را در خیابان در حال حرف زدن با یک مرد دیده بود و با ضربات چاقو به قتل رسانده بود.

### دلبر خسروی
دلبر خسروی دختر ۱۷ ساله در دهی نزدیک شهرستان مریوان بود که وادار به ازدواج با شوهرش شده بود. دلبر به دلیل قصد طلاق از همسر توسط پدرش سر بریده شد.

### فرشته نجاتی
در سال ۱۳۸۷ فرشته نجاتی دختر ۱۹ سالهٔ اهل مریوان به اتهام رابطهٔ نامشروع، به‌دست پدرش سر بریده شد. او مدتی بود که از شوهرش (که ۱۸ سال از او بزرگ‌تر بود) جدا شده بود و تصمیم داشت با انتخاب خودش و با یکی از خواستگاران ازدواج کند. فرشته دو روز پیش از مرگش به مرکز نگهداری بیماران روانی (که مادرش در آن‌جا بستری بود) رفته بود و از آن‌ها خواسته بود اجازه دهند آن‌جا بماند وگرنه کشته می‌شود، اما کسی حرفش را جدی نگرفت. در بازگشت، ساکی از لباس‌هایش را به همسایه‌شان سپرده و گفته بود: «دیر یا زود من را می‌کشد. این‌ها را یادگاری نگهدار». سرانجام پدر فرشته به تحریک نامادری، شبانگاه سر فرشته را تنش جدا کرد. پس از سال‌ها زندگی با همسر سابقش و بعد از اتهامی که پدرش به او وارد کرد، پزشکی قانونی با معاینهٔ جسد فرشته نجاتی اعلام کرد که او در زمان مرگ باکره بوده است.

### مهسا، مهتاب و لادن صیادی
در شهریور سال ۱۳۹۰ سه خواهر به نام‌های مهتاب (۱۹ ساله)، مهسا (۱۶ ساله) و لادن (۱۲ ساله) در حالی که برای خرید عروسی و گردش همراه پدر خود به زیارتگاه روستایشان واقع در تختگاه عادل‌خان در منطقهٔ دالاهو رفته بودند، بر اثر شلیک گلولهٔ پدر به قتل رسیدند. پدر این سه دختر که به اتهام حمل مواد مخدر و سلاح به حبس ابد محکوم شده بود، برای مراسم عروسی دختر بزرگش مهتاب، از زندان مرخصی گرفت و روز حادثه به بهانهٔ خرید، سه دختر را از خانه بیرون برد. دخترها که از گردش با پدر خوشحال و مشغول فیلم گرفتن از جمع خانوادگی بودند، به یک‌باره با شلیک گلوله از جانب او مواجه شدند. ساعتی بعد، پدر با عجله به خانه برگشت و خبر قتل سه دخترش را به همسرش داد و فرار کرد. او دلیل کشتن دخترها را بی‌پولی و جلوگیری از بی‌آبرویی عنوان کرد.

### رومینا اشرفی
رومینا اشرفی دختر ۱۴ ساله‌ای بود که در ۱ خرداد ۱۳۹۹ به دست پدرش به قتل رسید. پیش‌تر او به‌دلیل مخالفت خانواده با ازدواجش، به همراه دوست پسرش از خانه گریخته بود، اما توسط پلیس دستگیر و به پدرش تحویل داده شد. پدر رومینا هنگامی که او خواب بود، با داس سر از تنش جدا کرد. در تصویر آگهی ترحیم رومینا اشرفی که در اینترنت دست به دست می‌شد، نام پدر او به‌عنوان اولین اسم از افراد صاحب عزا درج شده بود.

### ریحانه عامری
ریحانه دختر ۲۲ ساله اهل کرمان بود در ۲۶ خرداد ۱۳۹۹ توسط پدرش با «میله» و به گفته برخی رسانه‌ها با «تبر» کشته شد. معاون اجتماعی نیروی انتظامی استان کرمان گفت که پدر میله آهنی را «در عصبانیت پرتاب کرده و میله به سر دختر برخورد کرده» و باعث مرگ او شده است.

### فاطمه بریهی
فاطمه دختر ۱۹ ساله آبادانی بود که در ۲۵ خرداد ۱۳۹۹ توسط شوهرش سر بریده شد.

### مبینا سوری

مبینا سوری

مبینا سوری دختری ۱۶ ساله اهل و ساکن بخش سوری در استان لرستان بود که در نوجوانی به ازدواج پسرعمه‌اش که آخوند بود درآمده بود و در ۸ شهریور ۱۴۰۰ به دست شوهرش به قتل رسید و جسد او در یک باغ پیدا شد. ابتدا پدر مبینا قتل را به عهده گرفت اما ۱۰ روز بعد و پس از خبررسانی خبرنگاری به نام سینا قلندری که قاتل را همسر مقتول معرفی کرد، پلیس فرد معمم را دستگیر کرد و او نیز فوراً به قتل مبینا به وسیله خفه کردن با روسری اعتراف کرد. نام همسر مبینا و همدستان او درگرفتن جان این نوجوان در رسانه‌ها اعلام نشد. سینا قلندری، خبرنگاری که در مورد این قتل اطلاع‌رسانی کرده بود، بازداشت شد و از طرف دادگاه به اتهام انتشار تصاویر خصوصی مقتول به تحمل ۱۳ ماه و ۱۶ روز حبس و به اتهام نشر اکاذیب رایانه‌ای به تحمل ۱۳ ماه و ۱۶ روز حبس تعزیری و همچنین محرومیت از شغل خبرنگاری و توقیف کانال تلگرامی به مدت دو سال محکوم شد. در مرداد ۱۴۰۱ علی مجتهدزاده (وکیل سینا قلندری) در مصاحبه با روزنامه شرق اعلام کرد که «چند ماه پس از قتل، قاتل [مبینا] حکم حبس حدوداً دو تا سه سالش را دریافت کرده و با قرار کفالت به‌راحتی در بیرون از زندان به زندگی خودش ادامه می‌دهد. اصلاً انگار نه انگار که اتفاقی رخ داده است. اصلاً انگار نه انگار که در این میان یک دختر جوان جانش را از دست داده است.»

### مونا حیدری
مونا حیدری زن ۱۷ سالهٔ اهوازی بود که در ۱۶ بهمن ۱۴۰۰ توسط همسرش سَر بُریده شد. او پیشتر به ترکیه فرار کرده و مدتی پیش از کشته شدنش توسط همسرش به ایران بازگردانده شده بود. همسر حیدری پس از قتل او، برای دقایقی سر بُریده را میدان کسایی خشایار اهواز در برابر دیدگان رهگذران نمایش داد و بعد متواری شد.

### هایده حسن‌زاده
هایده حسن‌زاده دختر ۱۶ ساله اهل شهر ربط واقع در سردشت بود که توسط پدرش به علت دیر آمدن به خانه به قتل رسید، پدرش با بستن بلوک سیمانی به پای او و بستن چشم‌ها و دهانش او به سد سردشت انداخت تا بمیرد برخی از منابع می‌گویند که این دختر به صورت زنده به سد انداخته‌شده و برخی دیگر می‌گویند بعد از قتل او را به سد انداخته‌اند.

### مبینا زینی‌وند
مبینا زینی‌وند ۱۷ ساله صبح دوشنبه ۵ شهریور۱۴۰۳ در خانه با شلیک تفنگ شکاری ساچمه‌ای پدرش کشته شد.